# Алчность (телеигра)
«А́лчность» — российский аналог американской телеигры «Greed», выходивший с 10 сентября 2001 по 30 апреля 2002 года на канале НТВ по будням вечером с повтором в один из последующих дней утром.

## Правила игры
Цель игры — добраться до вершины «Башни Алчности», которая состояла из 8 вопросов с увеличивающейся сложностью и стоимостью.
| Номер вопроса | Стоимость |
| ------------- | --------- |
| 8             | 2 000 000 |
| 7             | 1 000 000 |
| 6             | 500 000   |
| 5             | 250 000   |
| 4             | 100 000   |
| 3             | 75 000    |
| 2             | 50 000    |
| 1             | 25 000    |

Любой, кто ответил правильно на все 8 вопросов, выигрывал или делил главный приз в 2 миллиона рублей.

### Отборочный тур
6 игроков соревновались в предварительном раунде, который определял, кто будет членом команды. Ведущий задавал вопрос, ответом на который являлось число в диапазоне 1 — 9999. Участники вводили свои варианты ответов, после чего ведущий оглашал верный ответ. Участник, который оказывался ближе всего к верному ответу, становился капитаном и занимал место рядом с ведущим. Остальные игроки ранжировались по разнице с правильным ответом — чем ближе они к правильному ответу, тем выше позиция, и тот игрок, чей ответ был наиболее далек от правильного, покидал игру. В случае равных результатов наиболее высокое место занимал тот, кто дал свой ответ раньше.

### Первые 4 вопроса
Каждому игроку, кроме капитана, задавался вопрос с несколькими вариантами ответа, из которых один — правильный. После того, как игрок давал свой ответ, капитан мог оставить или поменять его на свой. Первые 2 вопроса стоили 25 000 и 50 000, они имели 4 варианта ответа, и на них отвечали четвёртый и третий игроки соответственно. Третий и четвёртый вопросы стоили 75 000 и 100 000, имели 5 вариантов и на них отвечали второй и первый игроки соответственно. В случае правильного ответа стоимость вопроса делилась поровну между всеми участниками команды и капитану команды предстояло решить: продолжить игру или забрать деньги. В случае неправильного ответа все игроки покидали студию ни с чем.

### Терминатор
Если капитан решал продолжить игру после четвёртого и каждого последующего вопроса, то ведущий методом нажатия кнопки случайным образом выбирал игрока, которому предлагались несгораемые 25 000 рублей, которые он не терял в любом случае. Если игрок отказывался, то команда продолжала игру в том же составе. Если игрок соглашался, то он выбирал себе оппонента (которым мог быть и капитан), и они оба проходили в «Зону Терминатора». Игрокам задавался лёгкий вопрос и право отвечать получал тот, кто первым нажал кнопку. Если этот игрок отвечал правильно, то он возвращался в команду, а его соперник покидал игру. Если же игрок отвечал неверно, то он сам покидал игру. Если игру покидал капитан, то его место занимал его соперник по «Терминатору». После «Терминатора» команда была обязана продолжать игру.

### 5—7 вопросы
Каждый из этих вопросов имел 4 правильных ответа, а число вариантов увеличивалось — 6 на вопросе за 250 000; 7 — на вопросе за 500 000; 8 на вопросе за 1 миллион. После оглашения вопроса и вариантов ответа, капитану предлагался «джокер» — возможность убрать 1 неверный вариант. «Джокер» можно было использовать только один раз за всю игру. После этого каждый игрок команды давал один ответ. Если в команде оставалось 4 или меньше членов, то капитан мог сам дать недостающие ответы или предоставить это право одному из остальных игроков. Когда 4 варианта были названы, капитан мог поменять один, их по очереди начинали проверять на правильность.
Если 3 варианта ответа оказывались правильными, то капитану предлагалась «взятка», составлявшая 1/10 от стоимости вопроса. Капитан мог взять её и поделить поровну между всеми оставшимися членами команды и тогда команда покидала игру, а четвёртый ответ проверялся только формально (игроки могли узнать, осталась бы их команда в игре в случае отказа от взятки). Если же капитан отказывался от взятки, то проверялся четвёртый ответ. Если он был правильный, то стоимость вопроса делилась между игроками, причем победивший в «Терминаторе» получал ещё и долю выбитого им соперника, а капитан вновь решал — продолжить игру или забрать деньги. Если неправильный — то вся команда уходила из студии ни с чем (за исключением тех, кто выиграл деньги в «Терминаторе»).

### 8 вопрос
Перед восьмым вопросом ведущий спрашивал каждого члена команды персонально: будет он играть или заберёт деньги. Для тех, кто оставался в игре, задавался вопрос, у которого было 9 вариантов ответа, из которых 5 правильные. Все оставшиеся игроки совещались в центре студии в течение 30 секунд, после чего капитан сам давал ответы.

## Подготовка к запуску передачи
Программа была закуплена НТВ на лицензионной основе. Изначально форматом «Greed» интересовался продюсер компании «Ways Production» Сергей Кордо, но вскоре он отказался от этого по причине непопулярности проекта в других странах (в частности, в Великобритании). В то же время пресс-служба НТВ утверждала, что англоязычный прототип программы в мире был популярней, чем «Кто хочет стать миллионером?», «потому что в ней принимает участие не один человек, а целая команда, да и сам приз значительно больше».
Программу хотели запустить ещё до захвата телекомпании в апреле 2001 года. По задумке старого руководства канала, которое в апреле-мае 2001 года ушло работать на канал ТВ-6, ведущим программы должен был стать Дмитрий Дибров, но этого не случилось по причине ухода Диброва на ОРТ. Затем, когда на канал НТВ с ТВ-6 перешёл новый главный продюсер Александр Олейников, должность ведущего была предложена Николаю Фоменко, он был готов дать согласие, только если бы ему позволили участвовать в творческом процессе, на что Олейников был не готов пойти, в результате чего тот отказался работать; по той же причине отверг предложение вести шоу и Кирилл Набутов, который чуть позже заявил, что программа с треском провалилась. Кроме того, от роли ведущего отказался и Сергей Доренко. Среди кандидатов на пост ведущего НТВ также рассматривал Егора Кончаловского и Альфреда Коха. И именно глава «Газпром-Медиа» Альфред Кох провёл первые два выпуска телепередачи, вышедшие 10 и 12 сентября 2001 года соответственно Затем его сменил Игорь Янковский (17 сентября — 28 ноября 2001), а вскоре вместо Янковского ведущим стал Александр Цекало (3 декабря 2001 — 30 апреля 2002).
Съёмки передачи проходили на заводе башенных кранов на ВВЦ. Согласно газете «Аргументы и факты», отбор участников проходил в три этапа. На первом этапе потенциальные участники заполняли анкету, в которых указывали профессию, свои личные качества (положительные и отрицательные) и свои мечты о том, как они потратили бы выигрыш в передаче. На втором этапе они рисовали несуществующее животное, что должно было избавить редакторов программы от «излишней агрессивности, склонности к незапланированным неврозам и неожиданным всплескам эмоций» со стороны игрока. На третьем этапе игроки уже пробовали ответить на несколько вопросов, схожих с теми, что звучат в передаче. Только после этого шеф-редактор начинал формировать команды игроков, и только ему было известно, кто в какой команде окажется. Во избежание сговоров шеф-редактор сообщал по отдельности каждому игроку день съёмки: все участники видели друг друга только в день съёмки. Перед началом эфира все игроки вместе с редакторской группой проводили репетицию, а затем помощники редактора разводили их по разным комнатам, где игроки находились до момента выхода в студию.

## Показ передачи и оценки
Первый выпуск с Альфредом Кохом от 10 сентября 2001 года получил рейтинг 9,7 % при доле в 28,2 % и вошёл в шортлист самых популярных проектов на НТВ за сентябрь 2001 года, наряду с такими популярными проектами канала тех лет, как «Сегодня», «Герой дня», «Намедни», «Криминальная Россия» и «Куклы».  По данным опроса Gallup Media c 10 по 16 сентября 2001 года, «Алчность» стала самой популярной среди зрителей Москвы развлекательной программой: передачи канала НТВ смотрели 18,44% зрителей Москвы в течение недели, а у телезрителей НТВ эта передача получила рейтинг 5,54%, что было выше рейтинга других развлекательных программ (в том числе «Пока все дома» на Первом канале ОРТ, ток-шоу «Моя семья» на телеканале РТР, «За гранью возможного» на ТВ-6 и «Детектив-шоу» на ТВЦ). Но уже в октябре доля программы понизилась до 11,6 % (при средней доле канала 15,1 %). В октябре 2001 года «Независимая газета», отмечая наличие борьбы игроков друг против друга в «Алчности», признавала ряд недостатков в передаче: интеллектуальный уровень вопросов в игре был намного ниже тех, которые задавались в передаче «О, счастливчик!» («Кто хочет стать миллионером?»); поведение ведущего Игоря Янковского казалось слишком наигранным и слишком схожим с сюжетами «Магазина на диване»; само название передачи вызывало негативные ассоциации у зрителей с чем-то аморальным. По мнению редактора газеты «Труд» по отделу культуры Леонида Павлючика, фильм Эриха фон Штрогейма «Алчность» всячески осуждал человеческий порок, заключённый в собственном названии, в то время как авторы нового игрового шоу на НТВ всячески восхваляли это качество человека.
Программа оказалась неконкурентоспособной, постепенно теряя рейтинг, и после ухода команды Александра Олейникова проект был окончательно закрыт как неудачный. Всего было отснято 84 выпуска, в которых приняли участие 1200 человек, выигравшие суммарно 10,75 млн. рублей. В то же время главный приз никто так и не выиграл: максимальным выигрышем за одну встречу стали 500 тысяч рублей. Последний отснятый выпуск вышел в эфир НТВ 30 апреля 2002 года под названием «Конец Алчности». В конечном итоге, 1 мая 2002 года у телеканала истёк срок лицензии на формат телеигры, который из-за низких рейтингов он отказался продлевать.
В 2005—2007 годах все игры были показаны в повторах на канале «НТВ Мир».